# Arley Dinas
José Arley Dinas Rodríguez (Caloto, 16 maggio 1974) è un ex calciatore colombiano, di ruolo difensore.

## Caratteristiche tecniche
Giocava come difensore centrale, ma all'occorrenza poteva adattarsi anche al ruolo di centrocampista difensivo.

## Carriera

### Club
Cresciuto nell'América de Cali di Gabriel Ochoa Uribe, vinse il primo titolo con Maturana nel 1992 ed il secondo con García nel 1997: dopo quest'ultima vittoria, passò al Deportes Tolima, nei cui ranghi rimase fino al 2000. Il trasferimento al Deportivo Cali fece da preludio alla sua esperienza nella J. League giapponese con la maglia dello Shonan Bellmare di Hiratsuka.
Nel 2003 ebbe un fugace passaggio al Boca Juniors in Argentina: il club di Buenos Aires lo prelevò in prestito gratuito dal Millonarios, aggiungendosi ad altri sette acquisti che il club aveva portato a termine nei giorni precedenti. Se ne andò senza aver giocato una sola partita di Primera División, tornando dunque in patria con il Deportes Tolima, squadra in cui si ritirò due anni dopo.

### Nazionale
Ha giocato con la selezione Under-20 della Colombia, prendendo parte al campionato del mondo Under-20 1993.
Dopo aver fatto parte delle giovanili della Nazionale, fu Hernán Darío Gómez che lo convocò per la prima volta nella selezione maggiore, nel 1995; fu una presenza incostante negli anni '90, ma entrò a far parte più o meno stabilmente della rosa della Colombia dal 2000 fino al 2004, sotto la guida di Maturana e Reinaldo Rueda, che già lo aveva allenato con l'Under-20. Nel 2004 partecipò alla Copa América, chiudendo successivamente la carriera internazionale in seguito all'eliminazione da tale competizione.

## Palmarès

### Club

#### Competizioni nazionali
- Campionato colombiano: 2

América de Cali: 1992, 1997